# Zorten
Zorten (toponimo tedesco) è una frazione del comune svizzero di Obervaz, nella regione Albula (Canton Grigioni).

## Monumenti e luoghi d'interesse

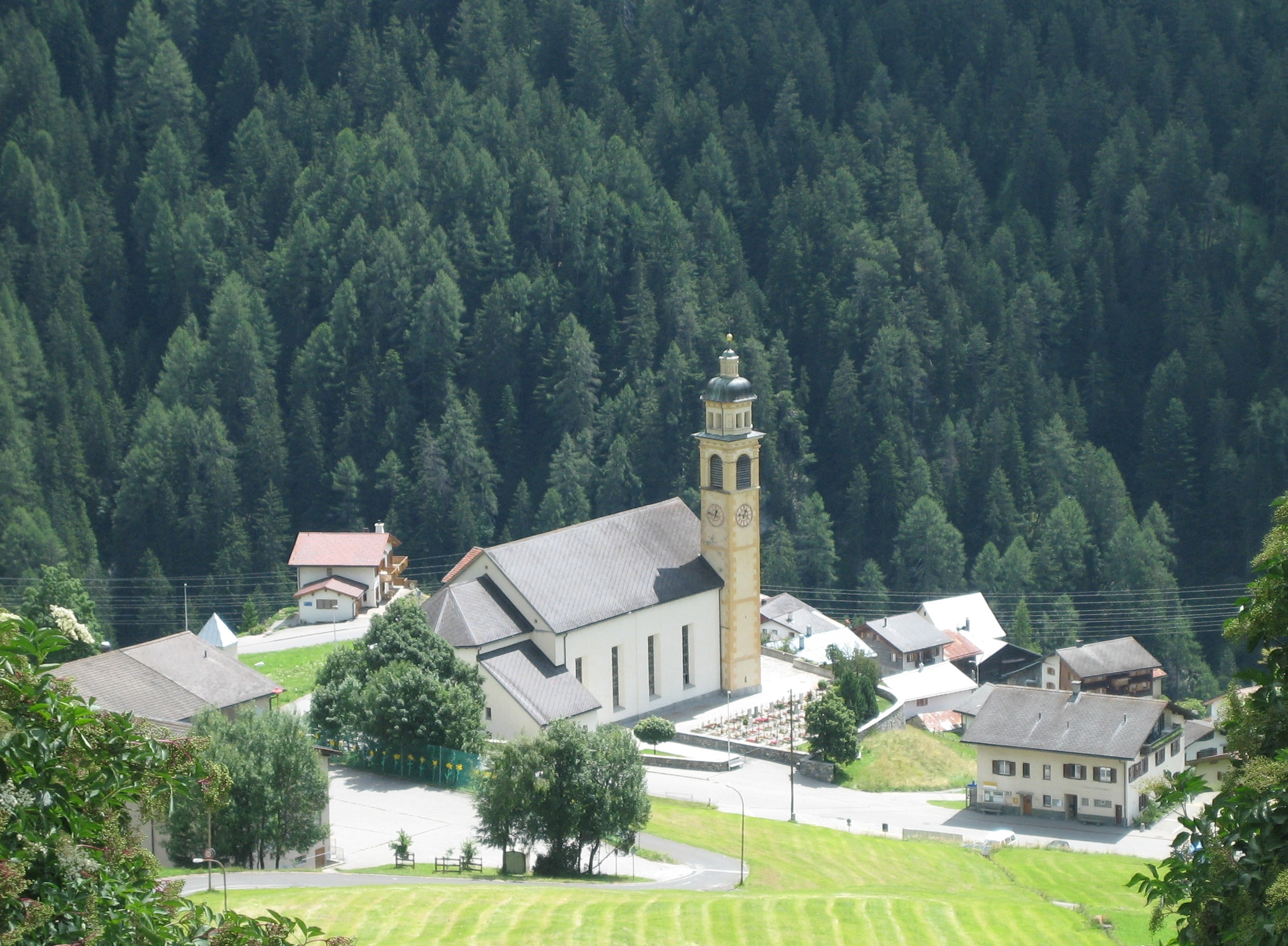
La chiesa di San Donato

- Chiesa parrocchiale cattolica di San Donato, attestata dal 1218 e ricostruita nel 1499 e nel 1874-1875[1].